# Warzelnia (Szklarska Poręba)
Warzelnia (niem. Sieberhübel, 662 m n.p.m.) – wzgórze w Karkonoszach, w obrębie Pogórza Karkonoskiego. Leży na terenie Szklarskiej Poręby.
Zbudowane z granitu karkonoskiego.
Wierzchołek zalesiony, niżej łąki, jeszcze niżej zabudowania. Ok. 70 m na północny zachód od szczytu biegnie ulica 1 Maja, a wzdłuż niej szlak spacerowy „Dookoła Szklarskiej Poręby”.
Nazwa wzgórza jest zapewne pozostałością po usytuowanej w pobliżu, nieistniejącej już osadzie leśnej, której mieszkańcy zajmowali się w XVII-XVIII w. produkcją („warzeniem”) potażu na potrzeby hut szkła w Szklarskiej Porębie.